# Boopiidae
Boopiidae es una familia de insectos del orden Psocodea. Esta familia aloja unos 8 géneros y más de 50 especies descriptas.

## Géneros
Estos ocho géneros pertenecen a la familia Boopiidae:
- Boopia Piaget, 1880
- Heterodoxus Le Souef & Bullen, 1902
- Latumcephalum Le Souef, 1902
- Macropophila Mjoberg, 1919
- Paraboopia Werneck & Thompson, 1940
- Paraheterodoxus Harrison & Johnston, 1916
- Phacogalia Mjoberg, 1919
- Therodoxus Clay, 1971